# Tammi
Kustannusosakeyhtiö Tammi är ett bokförlag i Helsingfors, grundat 1943 av ett antal företag och sammanslutningar inom den så kallade framstegsvänliga kooperationen samt Finlands Fackföreningars Centralförbund  och Arbetarnas bildningsförbund; socialdemokraternas starke man Väinö Tanner hade stor andel i förlagets tillkomst.
Utländsk skönlitteratur i översättning (bland andra Ernest Hemingway och John Steinbeck) intog från början en viktig plats i Tammis utgivning, som sedermera kommit att omfatta alla de litteraturkategorier som förekommer, från allmän litteratur till läroböcker. Den aktuella, opinionsbildande litteraturen hade en förgrundsställning särskilt på 1970-talet. Bland förlagets inhemska författare märks Kaari Utrio, Leena Lehtolainen och Sirkka Turkka. 
Förlaget, som idag är tredje störst i den finländska förlagsvärlden, byggdes från grundandet upp av Untamo Utrio; denne efterträddes 1968 av Jarl Hellemann, som var verkställande direktör till 1982, då politices magister (1966) Olli Arrakoski (1941–2006) tog vid och ledde företaget som verkställande direktör fram till 1999 och styrelseordförande fram till 2003. Tammi övergick 1996 i den svenska Bonnierkoncernens ägo. 
Våren 2011 meddelade mediakoncernen Bonnier att denna köper WSOY av Sanoma-koncernen. I samband med detta köper Sanoma bolaget Bonnier Utbildning och Tammis läromedelsverksamhet av Bonnierkoncernen. Affären fick i början av oktober 2011 sin slutliga form då Tammis verkställande direktör Anne Valsta (född 1952) utsågs till verkställande direktör även för WSOY medan Leena Majander-Reenpää (född 1956) utsågs till WSOY:s vice verkställande direktör och ansvariga förläggare.